# Leucodon jaegerinaceus
Leucodon jaegerinaceus là một loài Rêu trong họ Leucodontaceae. Loài này được (Müll. Hal.) H. Akiy. mô tả khoa học đầu tiên năm 1988.